# Zeche Argus (Wetter)
Die Zeche Argus in Wetter-Albringhausen ist ein ehemaliges Steinkohlenbergwerk. Das Bergwerk war vermutlich bereits im Jahr 1839 in Betrieb. Auf dem Bergwerk wurde neben Steinkohle auch Kohleneisenstein gefördert.

## Bergwerksgeschichte
Am 7. Oktober 1852 wurde das Geviertfeld Argus verliehen. Am 13. Juli 1856 wurde das Geviertfeld  Argus II verliehen. Im Jahr 1866 war das Bergwerk nachweislich in Betrieb, es wurden Steinkohlen abgebaut. Im Jahr 1867 wurden 18.972 Tonnen Steinkohle und zusätzlich eine nicht bezifferte Menge Eisenerz gefördert. Im Jahr 1869 wurde nur Steinkohle abgebaut, dabei sank die Förderung auf 1054 Tonnen. Im Jahr 1870 wurde die Zeche Argus stillgelegt. 
In den Jahren 1874 und 1875 war das Bergwerk vermutlich wieder in Betrieb. Im Jahr 1905 wurde das Geviertfeld Argus zur Zeche Vereinigte Trappe zugeschlagen. Das Geviertfeld Argus II wurde im Jahr 1920 unter dem Namen Zeche Argus II wieder in Betrieb genommen.

## Argus II
Die Zeche Argus II lag im Stadtteil Wetter-Wengern und war nur etwa ein Jahr in Betrieb. Im Jahr der Wiederinbetriebnahme des Geviertfeldes Argus II wurden mit fünf Bergleuten 65 Tonnen Steinkohle im Stollenbetrieb gefördert. Es waren zwei Stollen in Betrieb. Am 1. August 1921 wurde die Zeche Argus II stillgelegt.